# Chaetozone benthaliana
Chaetozone benthaliana är en ringmaskart som beskrevs av McIntosh 1885. Chaetozone benthaliana ingår i släktet Chaetozone och familjen Cirratulidae. Arten har ej påträffats i Sverige. Inga underarter finns listade i Catalogue of Life.